# Gmund am Tegernsee
Gmund am Tegernsee település Németországban, azon belül Bajorországban. Lakosainak száma 6123 fő (2023. december 31.).

## Népesség
A település népessége az elmúlt években az alábbi módon változott:
| Lakosok száma | 785  | 3145 | 5210 | 5798 | 5890 | 5912 | 6048 | 6089 | 6108 | 6123 |
|               | 1875 | 1950 | 1970 | 2011 | 2013 | 2014 | 2016 | 2019 | 2021 | 2023 |

## Fekvése
A Tegernsee északi partjánál fekvő település.

## Képgaléria

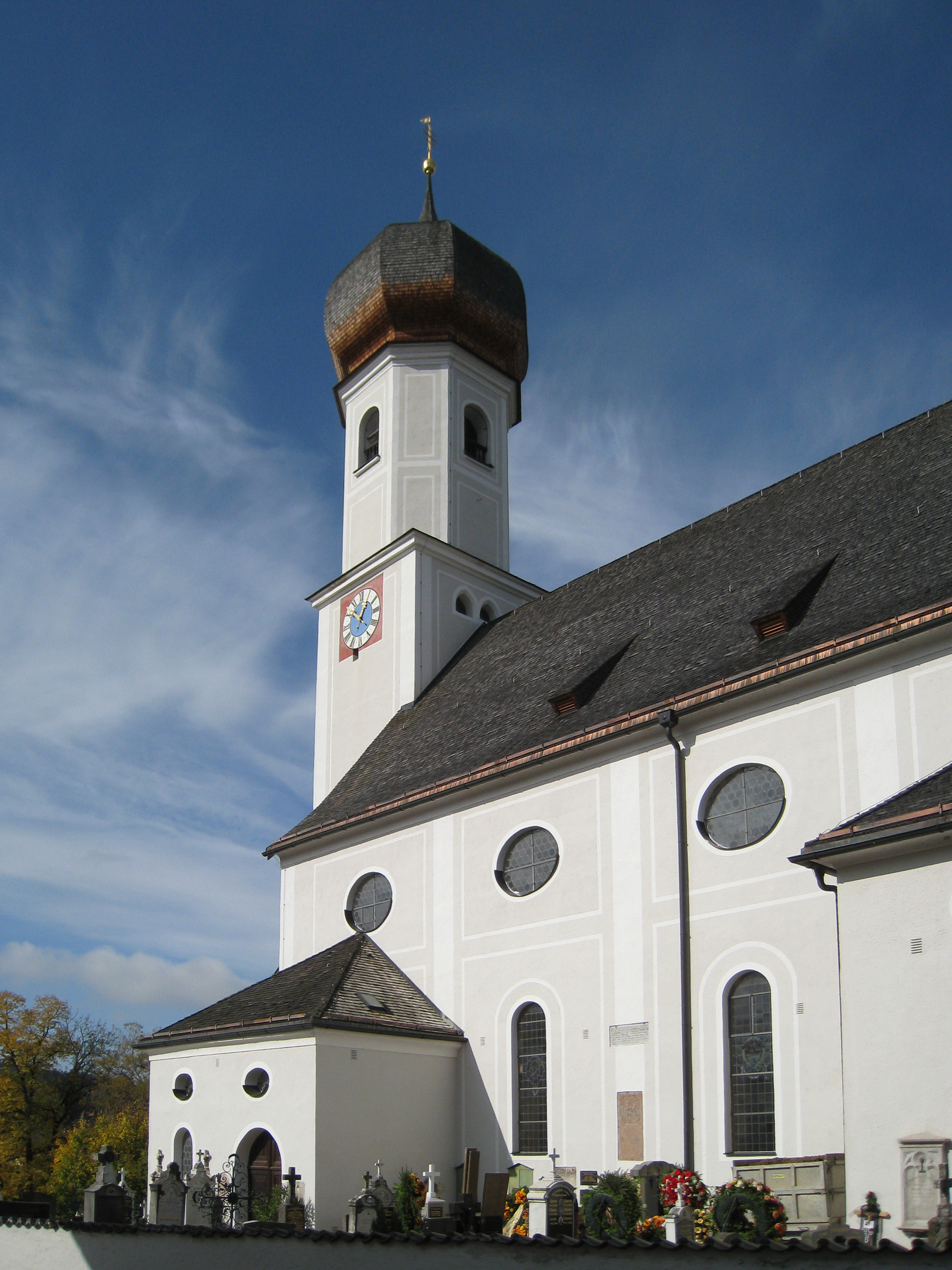
Szt. Ägidius templom temetővel
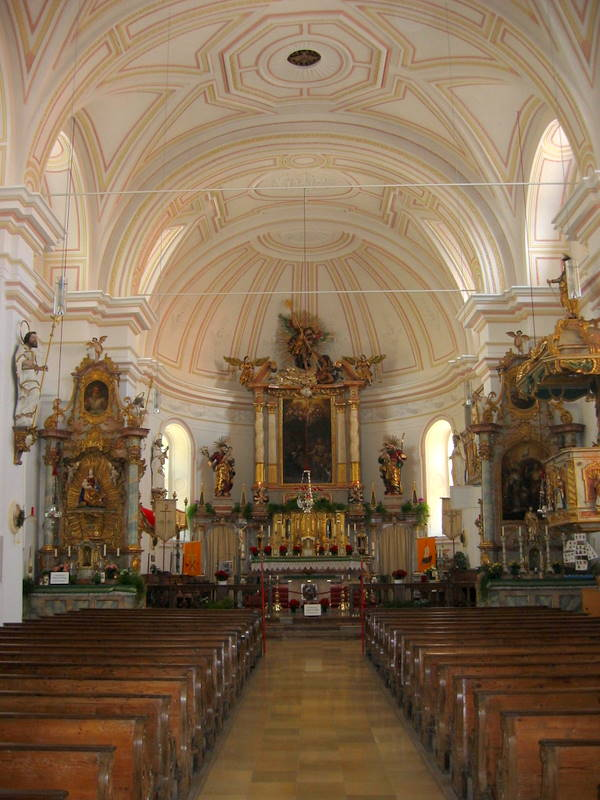
Szt. Ägidius
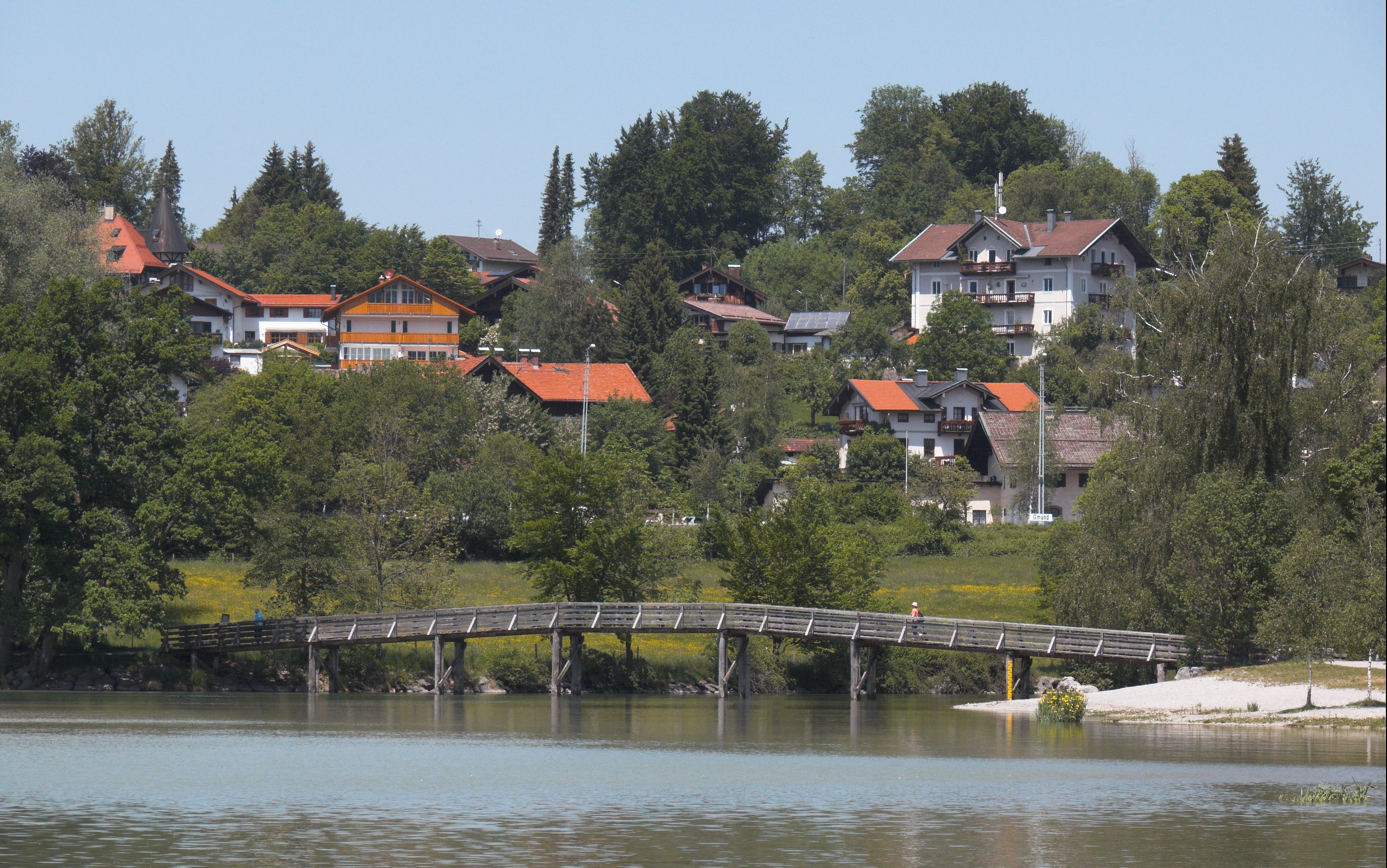
Mangfall-Steg
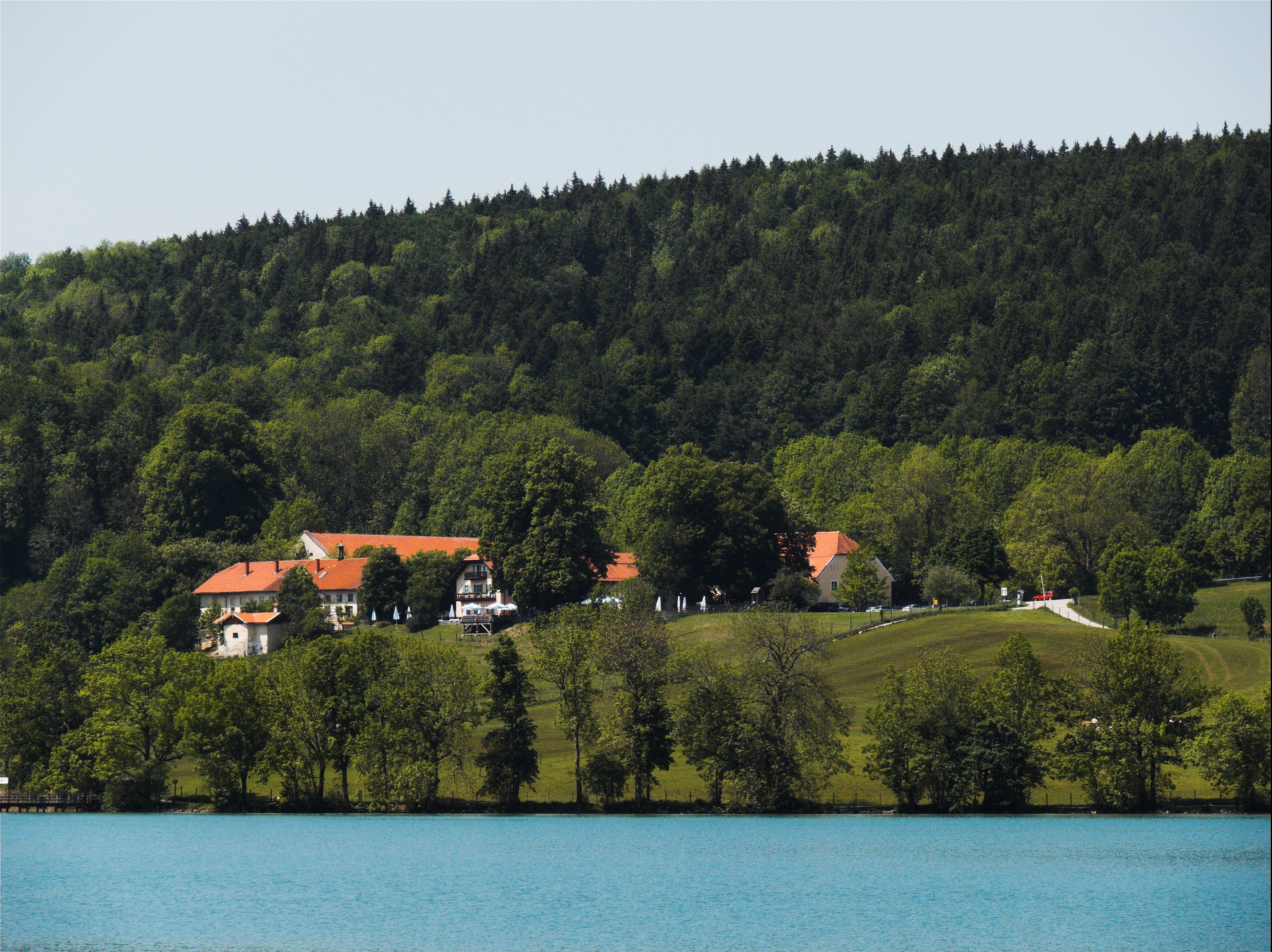
Kaltenbrunn
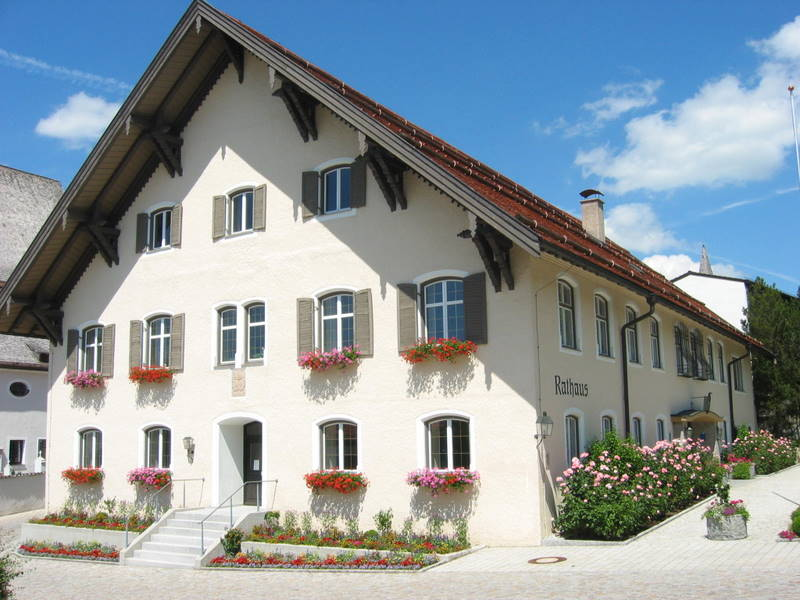
A tanácsház
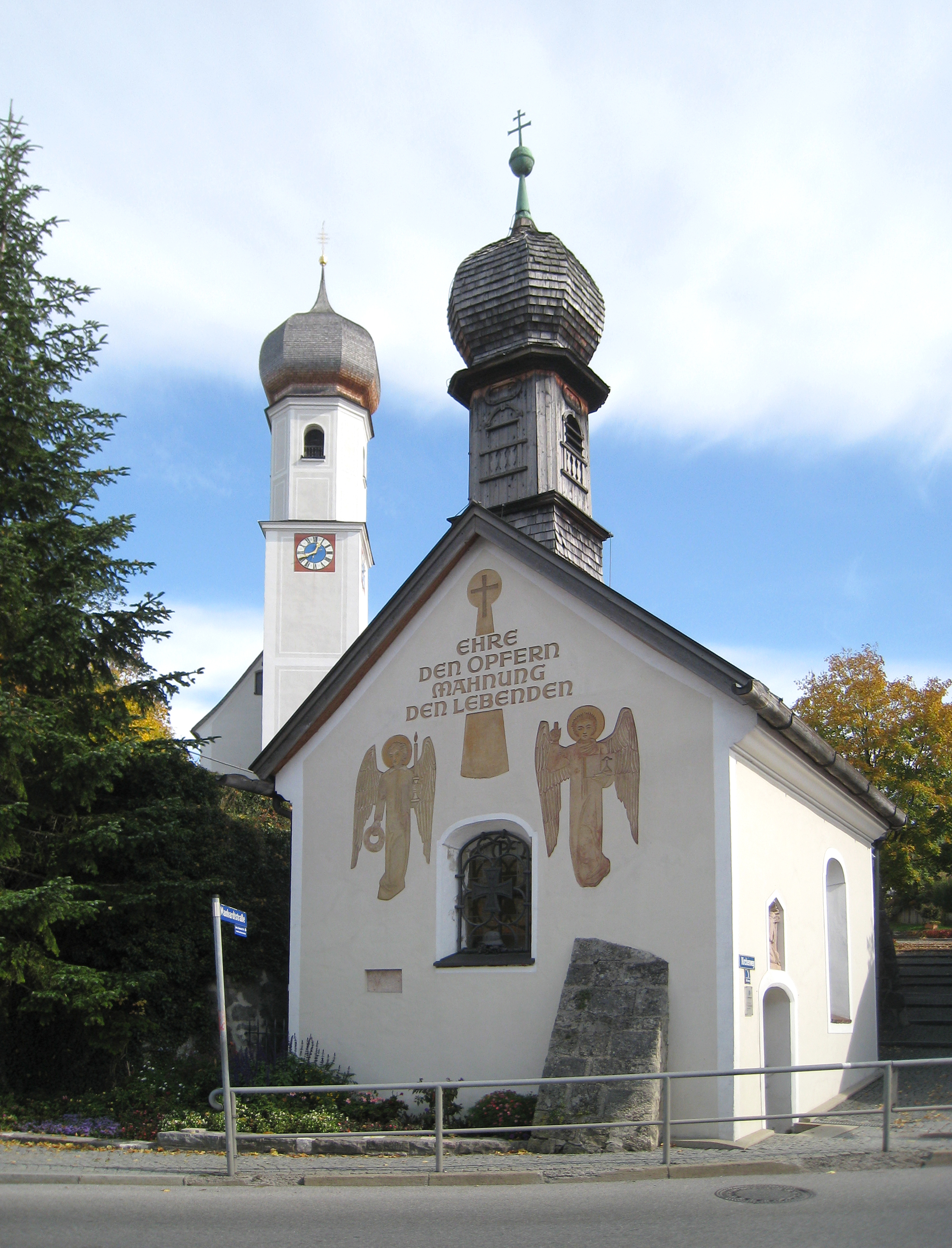
Maria-Hilf-kápolna